# Terror Squad
TERROR SQUAD(テラー スクワッド)は日本のスラッシュメタルバンド。1992年結成。日本のインディーズレーベルワールドカオス(WORLD CHAOS)から2枚のアルバムをリリースしている。海外のヒップホップグループに同名のグループが存在するが、こちらの方が先にTERROR SQUADの冠を持っていた。

## 概要
ボーカルの宇田川、ギターの大関を中心に1992年に結成。数回のメンバーチェンジ（活動停止）という困難を乗り越え、1999年にベース不在のまま1stアルバムをリリースしている。
1995年にドラムの藤岡、2000年にベースの前川が加入し、現在のメンバーで固定となる。2006年発売の2ndアルバムより、結成時からアートワークを担当していた画家の川口と、サックス担当兼ビデオ撮影の木村がメンバーとして登録されたが後に脱落する。
2001年と2007年には2週間に及ぶヨーロッパツアーを成功させている他、近年では韓国、台湾、オーストラリアなど、活動範囲は更に広がっている。2017年にマレーシアでのライブも控えている。

## メンバー
- 宇田川浩一 : Sonicriot (ボーカル) 1992年～現在
- 大関慶治 : Lord of Nightmare (ギター) 1992年～現在
- 前川裕之 (ギター): 1992年～1994年 (脱退)
- 池野瑞穂 (ドラム): 1992年～1994年 (脱退)
- 藤岡洋史 : Joker the Frankensteiner (ドラム) 1995年(加入)～現在
- 古平崇敏 (ベース): 1992年～1997年 (解雇)
- 前川裕之 : AnarchyBeast (ベース) 2000年 (加入)～現在
- 木村和亮 (ビデオ & sax): 2006年～2010年 (脱落)
- 川口忠彦 (アートワーク): 2006年～2013年 (離脱)

## ディスコグラフィー

### [Studio Full Album]

#### the wild stream of eternal sin (1999)
- Straight to hell
- Disco Bloody Disco
- Order of lone wolf
- Chain of the Damned
- Nightmare rider
- Blood Fire Metal
- Wild disorder -eternal sin-

　(release from World Chaos production)

#### Chaosdragon rising (2006)
- Chaosdragon rising
- Helldozer
- Sonicriot
- Tokyo Metal Anarchy
- Metal Psycho Machine
- Fight Forever
- We bite
- Gimme Fire
- Hellbound Deathboogie
- Soma
- 闇より深く・・・
- EXTRA TRACK
  - Chaosdragon rising --Promotion video clip--

　(release from World Chaos production)

### [12 inch (vinyl)]

#### Live Skull (2003)
-Live in Germany 2001-
- BLOOD FIRE METAL
- DISCO BLOODY DISCO
- WILD DISORDER
- TOKYO METAL ANARCHY
- METAL PSYCHO MACHINE
- FIGHT FOREVER

- ORDER OF LONE WOLF
- (a cover song)
- (a cover song)
- STRAIGHT TO HELL

　(release from HMSS records)

#### HER HOLY HELL (2007)
-Live in Osaka -
- Frankensteiner
- Disco Bloody Disco
- Osaka Metal Anarchy
- Sonicriot
- Blood Fire Metal

- Order Of Lone Wolf
- Yamiyori Fukaku
- Helldozer
- Straight To Hell
- (a cover song)

　(release from HMSS records)

#### Legacy of the Jailbreakers-Tribute To Bulldozer- (2011)
- Heaven's Jail - with AC-WILD from Bulldozer -
- Neurodeliri -with AC-WILD from Bulldozer-

- -Bonus track-
  - Ⅸ
  - No-Way
  - Heaven's Jail
  - Neurodeliri

　(release from HMSS records)

### [7 inch (vinyl)]

#### HEAD BANGERS AGAINST Disco vol.3 (1997)
[VA EP] with CIANIDE / IRON RAINBOW / LOUDPIPES
- Disco Bloody Disco

　(release from PRIMITIVE ART records)

#### JAPANESE METAL DESTRUCTION (2001)
[SPLIT EP] with SABBAT
- STRAIGHT TO HELL (japanese version)
- ORDER OF LONE WOLF (live)

　(release from Legion of death records)

#### SVTS DYNAMITE SPLIT (2012)
[SPLIT EP] with SYPHILITIC VAGINAS
- BASTARDS
- SURVIVAL FOR CONFLICT

　(release from HMSS records)

#### The Fierce Trinity (2015)
[SPLIT EP] with SWARRRM
- Born Defector

　(release from BREAK THE RECORDS)

### [Demo Tape]

#### The Birth of The New Rage (1994)
- Chain of the Damned
- Broken...
- Wall

　(release from choking records)

## 経歴

### 1992年
- 宇田川（vo）、大関（gt）、前川（gt）古平（ba）、池野（dr）により結成。

結成後初のライブはBulldozer,DARK ANGEL等のコピーであった。

### 1993年
- オリジナルの楽曲でのライブ活動開始。
- リハーサルテープ（スタジオ練習一発録り）配布。そのデモ音源により、SALEMの三上に見出され、SALEM企画“CAPITAL COMBAT”に出演。
- 冬 Studio SAILA（横浜） にて 1st demo レコーディング開始。

### 1994年
- the birth of the new rage demo'94 発売。エンジニアは当時SALEMを手がけたMASAAKI OHYAMA。

artworkの全ては 川口忠彦によるもの。
- 池野（dr）の入院により数回のライブをキャンセル。
- 7月　前川（gt）脱退（その後WARMに加入）。
- 9月　池野（dr）脱退、ライブ活動停止。

### 1995年
- 藤岡（dr）加入。
- 7月、シークレットでガムテジ企画“激昂”に出演。
- 11月、SALEMから引き継いだ企画“CAPITAL COMBAT”にて復活を果たす。

### 1996年
- PRIMITIVE ART Records（swe）のEP企画“HEADBANGERS AGAINST DISCO”に参加するため新曲のレコーディングに入る。

エンジニアは元SABBAT、元SACRIFICEのドラマーである舘真二。レコーディングは8trのMTRで行われた。

### 1997年
- 秋　古平（ba）馘首。以降決まっていた数本のライブをヘルプメンバーにて行う。

### 1998年
- 1月以降　ライブ活動停止。

### 1999年
- TANKARD（独）来日（目黒LIVE STATION）に出演。（ベーシストはヘルプ）
- 夏、1st Albumのレコーディングに入る。

レコーディングは Studio SUN（西船橋）、レコーディングエンジニアはA-shu Ito。
不在だったベースはギタリストの大関が兼任。
トラックダウンはETERNAL ELYSIUMの岡崎氏がエンジニアを努めるStudio ZEN（名古屋）。
artworkは以前同様 すべて川口忠彦によるもの。
- 10/6　1st Album“the wild stream of eternal sin” 発売。
- 10/9　新宿ANTIKNOCKにて自主企画“POSER PATROL”始動。出演はSABAZZ、SLOGG、ASSAULT、CEMMENT、GOATS、TERROR SQUAD

### 2000年
- 本格的に活動出来るベーシストのオーディションに入る。

当時、前川（現TERROR SQUADのベーシスト）が、ギタリストとして在籍していたバンド“SLOGG”のヘルプベーシストとして、本来はギタリストである大関がベーシストとしてSLOGGのライブをつとめる。しかしそれがきっかけで前川もTERROR SQUADのスタジオでのベースのヘルプをするハメになり、リハーサルでの前川のプレイや立ち姿に惚れ込んだメンバーからの激しいラブコールによりベーシストとして前川が正式加入。
- Legion of death records（fra）からのスプリットEP（with SABBAT）に提供するためSTRAIGHT TO HELLのベーストラックとボーカルトラックを再レコーディング（歌詞は日本語で録音された）。

続いてS.O.D.TRIBUTE ALBUM"SPEAK JAPANESE OR xxx"に提供するために“Fist Banging Mania”レコーディング。

### 2001年
- メンバー固定により精力的にライブ活動を行う。
- 秋　初の海外ツアー“GERMAN PATROL 2001”を成功させる。

【GERMAN PATROL 2001】
w / Scornage
10/12 KLEVE Germany
10/13 GENT Belgium
10/15 AACHEN Germany
10/16 BERLIN Germany
10/17 NEUKIRCH Germany
10/19 SALZGITTER Germany
10/20 KIEL Germany

### 2002年
- 精力的にライブ活動を行う。この時期からバンド内でのジャンルの壁が取り払われていった。

### 2003年
- 2002後期以降、出演した企画のジャンルは多岐にわたり、メタルやハードコアのみならず、渋谷のclubなどにも出演。ダンサーや芸人などとも共演したが、素行の悪さが原因で、とある渋谷のclubでは出入り禁止となったが現在は解禁されている。

- ライブアルバム（12inch vinyl）

“Live Skull”-Live in Germany-
2003.10.25 release